# Томас Бекет
Томас Бекет (на английски: Thomas Becket, 1118 – 29 декември 1170) е архиепископ на Кентърбъри от 1162 г. до смъртта си. Той е почитан като светец и мъченик от Католическата и от Англиканската църква. Бекет влиза в конфликт с крал Хенри II относно правата и привилегиите на църквата и е убит от последователите на краля в Кентърбърийската катедрала.

## Ранен живот
Томас Бекет е роден ок. 1118 г. в Чийпсайд, Лондон в семейството на Гилбърт Бекет от Тиервил (Нормандия) и Матилда от Мондвил (Нормандия). Един от богатите приятели на бащата на Томас, Рише де л'Егл, е привлечен от сестрите на Томас. Той често кани Томас в именията си в Съсекс. Там Томас се научава да язди, да ловува, да се държи като джентълмен и да участва в рицарски турнири. Бекет получава отлично образование по гражданско и каноническо право в Мертънския манастир, започвайки от 10-годишна възраст, а след това продължава в Париж, Болоня и Оксер. При завръщането си в Англия той привлича вниманието на Теобалд, архиепископ на Кентърбъри, който му поверява няколко важни мисии в Рим и накрая го назначава за архидякон на Кентърбъри и ректор на Бевърли. Той толкова се отличава с усърдието и изпълнителността си, че Теобалд го препоръчва на крал Хенри II, когато важният пост на лорд канцлер е овакантен.
Хенри желае да е абсолютен управител на владенията си, както на държавата, така и на църквата и може да намери прецеденти в кралските традиции, когато планира да се отърве от специалните привилегии на английското духовенство, на които гледа като на вериги на властта му. Като канцлер Бекет прилага традиционния кралски поземлен данък, който се събира от всички земевладелци, включително от църкви и епископии. Това създава както трудности, така и неприязън срещу Бекет в средите на английските духовници. Бекет също става изтъкнат и екстравагантен дворянин и весел участник в забавленията на краля. Томас е толкова посветен на интересите на Хенри, че едва ли някой, освен може би Джон от Солсбъри, се съмнява във верността му към краля.
Крал Хенри дори изпраща сина си Хенри да живее в домакинството на Бекет, което тогава е обичай. Младият Хенри казал, че Бекет му показал повече бащина любов за ден, отколкото баща му за цял живот.

## Архиепископ на Кентърбъри
На 3 юни 1162 г., няколко месеца след смъртта на Теобалд, Томас Бекет е ръкоположен като архиепископ на Кентърбъри. Хенри възнамерявал да увеличи влиянието си като направлява действията на Бекет, неговия лоялен служител, и да намали независимостта и богатството на английската църква. Известната трансформация на Бекет в аскет се случва по това време. Между краля и архиепископа настъпва разрив, когато Бекет консолидира имотните приходи на Кентърбъри под свой контрол. Така започва поредица от правни конфликти, като юрисдикцията на светски съдилища над английското духовенство, която засилва антипатията между държавния и църковния глава. Опитите на Хенри да въздейства на мнението и влиянието на други епископи срещу Томас започват в Уестминстър през октомври 1163 г., когато кралят търси одобрение на заявените кралски привилегии. Това води до Кларендън, където от Томас се иска официално да се подпише под правата на краля или да се изправи пред политическите последствия.

## Кларендънските декрети
Кралят председателства събранията в Кларендънския дворец на 30 януари 1164 г. В шестнадесет декрета той търси по-малко духовническа независимост и по-слаба връзка с Рим. Той използва всичките си умения, за да ги склони и изглежда успява, с изключение на архиепископа. Накрая Бекет изразява склонността си да се съгласи със същността на Кларендънските декрети, но продължава да отказва официално да подпише документите. Това означава война между двете власти. Хенри извиква Бекет да се яви пред Велик съвет в Нортхамптънския замък на 8 октомври 1164 г., за да отговаря за неуважение на кралската власт и злоупотреби с поста на лорд канцлер. Осъден по обвиненията, Бекет гневно напуска залата и избягва на континента.
Хенри преследва архиепископа беглец със серия едикти, насочени срещу всичките му приятели и поддръжници, както и срещу самия Бекет, но френският крал Луи VII го приема с уважение и му предлага закрилата си. Той прекарва почти две години в цистерцианското абатство в Понтини, докато заплахите на Хенри срещу ордена не го задължават да се върне в Сен.
Бекет се стреми да упражнява пълномощията на църквата, особено оръжията на отлъчването и интердикта, но папа Александър III, макар на теория да му симпатизира, предпочита по-дипломатичен подход. Така възникват различия между папата и архиепископа и през 1167 г. са изпратени легати, упълномощени да действат като арбитри.
Твърдостта на Бекет изглежда щяла да бъде възнаградена, когато през 1170 г. папата е на прага на изпълняването на заплахата си и да отлъчи Хенри II. В този момент, обезпокоен от тази перспектива, Хенри запазва надежди за споразумение, което да позволи на Томас да се завърне в Англия и да заеме отново мястото си.

## Убийство
През юни 1170 г. архиепископът на Йорк и епископите на Лондон и Солсбъри провеждат коронацията на Хенри младия крал. Това е нарушение на привилегията на Кентърбъри да коронясва. През ноември 1170 г. Бекет отлъчва и тримата. Докато тримата епископи бягат при краля в Нормандия, Бекет продължава да отлъчва противниците си в църквата. Скоро тези вести достигат до Хенри, който по това време е в Нормандия. Чувайки тези доклади за действията на Бекет, кралят надигнал глава от леглото, на което боледувал, и изревал негодуванието си. Точните думи на краля са под въпрос, съобщени са няколко версии. Най-често цитираната е „Никой ли няма да ме отърве от този размирен свещеник?“, но според съвременния биограф на Бекет Едуард Грим думите на краля са „Какви нещастни търтеи и предатели съм отхранил и отгледал в моя дом, които позволяват техният господар да бъде третиран с такова срамно презрение от незнатен духовник?“ Каквото и да е казал кралят, то е изтълкувано като кралска заповед и четири рицари, Реджинад ФицУрс, Хю де Морвил, Уилям де Трейси и Ричард ле Бретон се отправят да се справят с архиепископа на Кентърбъри. На 29 декември 1170 г. те пристигат в Кентърбъри. Според разказите, оставени от монаха Жерваз Кентърбърийски и свидетелят Едуард Грим те поставят оръжията си под кленово дърво и скриват броните си под плащове преди да влязат, за да се изправят срещу Бекет. Рицарите уведомяват Бекет, че трябва да отиде в Уинчестър, за да даде отчет за действията си, но Бекет отказва, при което те се връщат да вземат оръжията си и се втурват обратно в катедралата. Бекет междувременно отива в основната зала за вечерна молитва. Четиримата рицари с извадени мечове го настигат на място близо до вратата на манастирската обител и стълби, водещи до презвитериума на катедралата, където монасите пеели вечерня. Това е разказът на Едуард Грим, който самият е ранен в нападението:
Злият рицар скочи внезапно върху него, посичайки върха на короната, която помазването със свето миро беше посветило на Бог. След това той получи втори удар по главата, но все още стоеше твърд и неподвижен. При третия удар падна на колене и лакти, предлагайки се като жива жертва и казвайки с тих глас, „За името на Исус и защитата на църквата, готов съм да прегърна смъртта.“ Но третият рицар нанесе ужасна рана докато той лежеше повален. С този удар короната на главата му беше отделена от главата по такъв начин, че кръвта, бяла с мозък и мозъкът не по-малко червен от кръвта, обагри пода на катедралата. Същият чиновник, който беше влязъл с рицарите постави крака си на врата на светия отец и скъп мъченик и, ужасно за разказване, разпръсна мозъка и кръвта по паважа, викайки на другите „Да се махаме, рицари; този другар повече няма да стане.“
След смъртта на архиепископа монасите подготвят тялото му за погребение. Според някои разкази е открито, че Бекет носел власеница под дрехите си – знак за покаяние. Скоро след това вярващите от цяла Европа започват да почитат Бекет като мъченик и през 1173 г. – само три години след смъртта му – е канонизиран от папа Александър III в църквата Св. Петър в Сегни. На 12 юли 1174 г. – по време на въстанието от 1173 – 1174 г. – Хенри се смирява с публично покаяние пред гробницата на Бекет, която става едно от най-популярните места за поклонение в Англия. През 1220 г. останките на Бекет са преместени от тази първа гробница в светилище в завършения параклис Св. Троица, където остават до унищожението им през 1538 г. по времето на разтурянето на манастирите по заповед на Хенри VIII. Кралят също унищожава костите му и нарежда всяко споменаване на неговото име да бъде заличено. Настилката, където е било светилището, днес е отбелязана със запалена свещ. Съвременните архиепископи отслужват причастието на мястото, за да почитат мъченичеството на Бекет и пренасянето на тялото му от първата гробница до новото светилище.

## Последици
На 23 декември Бекет изнесъл последната си проповед в манастира Св. Мария в Саутуорк (Лондон), днес катедралата. След това тръгва за Кентърбъри по главния път от Кент натам, сега A2. Поклонничеството започва скоро след убийството, насърчавано от августинските ордени в Саутуорк и Кентърбъри като проследяване на последното пътуване на Бекет. На поклонничеството е даден допълнителен тласък с канонизирането през 1173 г. Поклонничеството има много големи преимущества за тези, които участват в него, тъй като е на сравнително късо разстояние между два големи града в добре охраняван район, удобно и по финансовите възможности на голяма класа каещи се. Толкова успешна е тази процесия, че води до реконструкцията на Лондонския мост, първо от дърво, а след това от камък, който включва параклис, посветен на Томас. Поклонниците започват и завършват пътуването си с молитви там. Новият трафик генерира икономическо развитие в Сауторк, увеличавайки гъстотата на население и създавайки дългата линия кръчми и странноприемници по главната улица. Монаси от августинския орден създават лазарет близо до моста поради големият брой болни, надяващи се на чудотворно изцеление, които пристигат в твърде недобро състояние, за да продължат. Той е посветен на св. Томас и е преместен малко по на юг не по-късно от 1212 г. Това е произходът на днешната болница Сейнт Томас. Като потомък на водещата търговска династия от по-късни столетия, Мърсър, на Бекет се гледа като на лондончанин от гражданите и той е приет като съ-покровител на града заедно със св. Павел: изображения и на двамата се появяват на печатите на града и на лорд кмета.